# مل پارسونز
مل پارسونز (متولد ۲۱ اکتبر ۱۹۸۱) یک خواننده و ترانه‌سرای سبک کانتری و ایندی فولک اهل نیوزیلند است. او از سن ۱۴ سالگی به گیتار علاقه‌مند شد و سه سال بعد در سن ۱۷ سالکی به مدرسه موسیقی نلسون در نیوزلند رفت. علاقه وی به سبک کانتری به دوران کودکی او بر می‌گردد، وی در مزرعه کشاورزی واقع در ساحل غربی نیوزیلند دوران کودکی خود را سپری کرد و در همان‌جا به پیانو و گیتار نیز علاقه‌مند شد. پارسونز در سال‌های ۲۰۰۹ و ۲۰۱۲ موفق به کسب جوایز موسیقی آئوتاروا شد.